# Juvigny Val d'Andaine
Juvigny Val d'Andaine is een gemeente in het Franse departement Orne (regio Normandië). De plaats maakt deel uit van het arrondissement Alençon. Juvigny Val d'Andaine is op 1 januari 2016 ontstaan door de fusie van de gemeenten La Baroche-sous-Lucé, Beaulandais, Juvigny-sous-Andaine, Loré, Lucé, Saint-Denis-de-Villenette en Sept-Forges. De gemeente telde 2.104 inwoners op 1 januari 2022.

## Geografie
De oppervlakte van Juvigny Val d'Andaine bedroeg op 1 januari 2022 79,62 vierkante kilometer; de bevolkingsdichtheid was toen 26,4 inwoners per km².

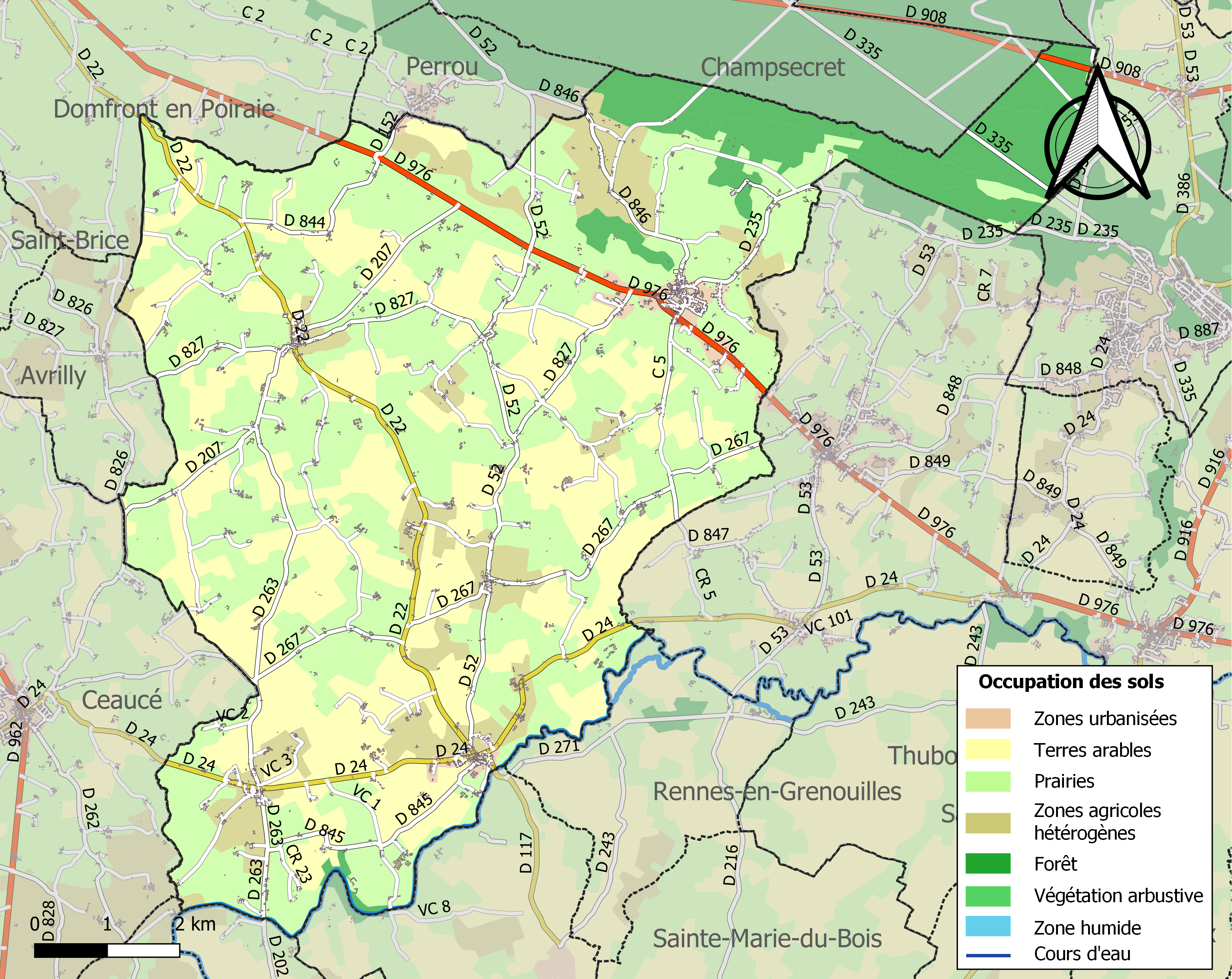
Kaart van de gemeente met belangrijkste infrastructuur, bodemgebruik en omliggende gemeenten